# 酒井忠敬
酒井 忠敬（さかい ただゆき）は、江戸時代後期の播磨国姫路藩の世嗣。官位は河内守。

## 略歴
三河国田原藩主・三宅康直の三男として誕生した。
7代藩主・酒井忠顕の実弟で、4代藩主・忠実の孫にあたることから、8代藩主・忠績の養子に迎えられた。しかし家督相続前の元治元年（1864年）に17歳で死去した。
代わって、忠績の実弟・忠惇が養子となった。